# شبكة (نسيج)
الشبكة أو الشَبِيكة أو المُتشَبّك هو أي نسيج تُدمج فيه الخيوط أو تُربط أو تُعقد عند تقاطعاتها، مما ينتج عنه نسيج به مسافات مفتوحة بين الخيوط. للشبكة استخدامات عديدة، وتأتي بأصناف مختلفة. اعتمادًا على نوع الغزل أو الخيط المستخدم في صناعة النسيج، يمكن أن تختلف خصائصه من متين إلى غير متين.

## الاستخدامات
يستخدم الناس الشبكة للعديد من المهن المختلفة. كما أنها إحدى المكونات الرئيسية لصيد الأسماك بكميات كبيرة. يستخدم هذا النسيج بسبب طبيعته القوية والمرنة، والتي تمكنه من تحمل الوزن كما أنه خفيف الوزن وقابل للضغط. يستخدم الصياد الشباك عند الصيد بشباك الجر، لأنها متينة بما يكفي لتحمل كميات كبيرة من الوزن أثناء صيد الأسماك وسحبها ثم رفعها خارج الماء. في كثير من الأحيان، تكون الخيوط التي يتكون منها الخيط مطلية بالشمع أو البلاستيك. يضيف هذا الطلاء مكونًا مقاومًا للماء إلى النسيج مما يوفر مزيدًا من الموثوقية.